# Togo nos Jogos Olímpicos de Verão de 2020
O Togo competiu nos Jogos Olímpicos de Verão de 2020 em Tóquio. Originalmente programados para ocorrerem de 24 de julho a 9 de agosto de 2020, os Jogos foram adiados para 23 de julho a 8 de agosto de 2021, por causa da pandemia da COVID-19. Foi a 11ª participação da nação nos Jogos Olímpicos de Verão desde sua estreia em 1972. A nação não participou das edições de 1976 e 1980, devido aos boicotes africano e norte-americano, respectivamente.

## Competidores
Abaixo está a lista do número de competidores nos Jogos.
| Esporte       | Masculino | Feminino | Total |
| ------------- | --------- | -------- | ----- |
| Atletismo     | 1         | 0        | 1     |
| Natação       | 1         | 0        | 1     |
| Remo          | 0         | 1        | 1     |
| Tênis de mesa | 1         | 0        | 1     |
| Total         | 3         | 1        | 4     |

## Atletismo
Togo recebeu vagas de Universalidade da IAAF para enviar um atleta para os Jogos.
- Nota– As posições para os eventos de pista são em relação à bateria do atleta
- Q = Qualificado para a próxima fase
- q = Qualificado para a próxima fase como o perdedor mais rápido ou, em eventos de campo, pela posição sem atingir o alvo para qualificação
- NR = Recorde nacional
- N/A = Fase não aplicável para o evento
- Bye = Atleta não precisou disputar aquela fase

Eventos de pista e estrada
| Atleta        | Evento          | Eliminatória | Eliminatória | Quartas-de-final | Quartas-de-final | Semifinal | Semifinal | Final     | Final   |
| Atleta        | Evento          | Resultado    | Posição      | Resultado        | Posição          | Resultado | Posição   | Resultado | Posição |
| ------------- | --------------- | ------------ | ------------ | ---------------- | ---------------- | --------- | --------- | --------- | ------- |
| Fabrice Dabla | 100 m masculino |              |              |                  |                  |           |           |           |         |

## Natação
Togo recebeu vaga de universalidade da FINA para enviar o nadador de melhor ranking para seu respectivo evento individual nas Olimpíadas, baseado no Ranking de Pontos da FINA de 28 de junho de 2021.
| Atleta           | Evento               | Eliminatória | Eliminatória | Semifinal | Semifinal | Final | Final   |
| Atleta           | Evento               | Tempo        | Posição      | Tempo     | Posição   | Tempo | Posição |
| ---------------- | -------------------- | ------------ | ------------ | --------- | --------- | ----- | ------- |
| Mawupemon Otogbe | 50 m livre masculino |              |              |           |           |       |         |

## Remo
Togo qualificou um barco para o skiff simples feminino dos Jogos após terminar em segundo na final B e garantir a quarta de cinco vagas disponíveis na Regata Africana de Qualificação Olímpica de 2019 em Túnis, Tunísia.
| Atleta          | Evento                 | Eliminatórias | Eliminatórias | Repescagem | Repescagem | Quartas-de-final | Quartas-de-final | Semifinais | Semifinais | Final | Final   |
| Atleta          | Evento                 | Tempo         | Posição       | Tempo      | Posição    | Tempo            | Posição          | Tempo      | Posição    | Tempo | Posição |
| --------------- | ---------------------- | ------------- | ------------- | ---------- | ---------- | ---------------- | ---------------- | ---------- | ---------- | ----- | ------- |
| Claire Akossiwa | Skiff simples feminino |               |               |            |            |                  |                  |            |            |       |         |

Legenda de Qualificação: FA=Final A (medalha); FB=Final B; FC=Final C; FD=Final D; FE=Final E ; FF=Final F; SA/B=Semifinais A/B; SC/D=Semifinais C/D; SE/F=Semifinais E/F; QF=Quartas-de-final; R=Repescagem

## Tênis de mesa
Togo recebeu um convite da Comissão Tripartite para competir no evento individual masculino, marcando o retorno da nação ao esporte pela primeira vez desde Londres 2012.
| Atleta      | Evento            | Preliminar           | Rodada 1             | Rodada 2             | Rodada 3             | Oitavas              | Quartas              | Semifinal            | Final                | Final |
| Atleta      | Evento            | Adversário resultado | Adversário resultado | Adversário resultado | Adversário resultado | Adversário resultado | Adversário resultado | Adversário resultado | Adversário resultado | Pos.  |
| ----------- | ----------------- | -------------------- | -------------------- | -------------------- | -------------------- | -------------------- | -------------------- | -------------------- | -------------------- | ----- |
| Dodji Fanny | Simples masculino |                      |                      |                      |                      |                      |                      |                      |                      |       |